# Індура
Індура (біл. вёска Індура) — село в складі Гродненського району Гродненської області, Білорусь на річці Індурці. Село є центром Індурської сільської ради, розташоване в західній частині області. За переписом 1995 року населення становить 1288 особу. Знаходиться в 25 км від обласного центру — Гродно, на автошляху Гродно-Велика Берестовиця. До Третього поділу Речі Посполитої Індура була містечком Гродненського воєводства.

## Історія
Перша згадка про це село датується 1413 роком, як маєток земського маршалка Яна Давойновича, який у 1522 році побудував тут костел Святої Троїці, після чого, у 1525 році маєток отримав статус містечка. Згідно з адміністративно-територіальною реформою (1565-1566) Індура увійшла до складу Гродненського повіту, Троцького воєводства. У другій половині XVI–XVII містом володіли такі шляхтичі: Кішки, Радзивілли, Воловичі, Паци, Ісайковські, Млечки; у XVIII-му: Салогуби, Огинські, Мосальські. У XVIII столітті містечко було важливим центром літваків та було одним із місць зустрічі Ради Чотирьох Земель. За часів Великої Північної війни біля містечка шведський генерал Меєрфельд отримав перемогу над російсько-саксонськими військами. У 1770-1780 роки тут жив відомий цадик Хайкель (Хаїм) Індурській, до якого з'їжджалися хасиди з усього Великого Князівства Литовського.
Після Третього поділу Речі Посполитої у 1795 містечко потрапило під владу Російської імперії де стала центром Індурської волості, Гродненського повіту, Гродненської губернії. З цього часу населеним пунктом володіли Бжостовські та Козловські. За даними на 1830 рік у містечку проживало 559 осіб, з них шляхти — 3, духовного стану — 1, міщан-євреїв — 496, міщан-християн та селян — 55, жебраків — 4. Станом на 1833 рік тут працювало 8 магазинів. У 1878 році населення значно зростає — 2426, з яких 2200 — євреї. За даними перепису населення 1897 року в містечку знаходилося — 314 дворів, де живе 2681 особи, костел, церква, синагога, пошта, 2 винокурні, 16 майстерень, 4 єврейських молитовних будинків, парафіяльна школа, фельдшерський пункт, пивоварня, вапняний завод, 8 трактирів та ярмарок по неділях.
Згідно з Ризьким миром 1921 року містечко опинилося у складі Другої Речі Посполитої (Гродненський повіт, Білостоцьке воєводство). 4 грудня  та 6 грудня 1932 у селі пройшли демонстрації селянства (близько 300 чоловік) проти податкової політики уряду.
З 1939 року Індура знаходиться в Білоруській РСР та 1 травня 1940 року отримала статус селища міського типу. У часи Німецько-радянської війни селище перебувало під окупацією, яка завершилася 21 липня 1944 року. 29 грудня 1949 статус смт змінився знову на село. За даними 1971 року в селі жило 1549 особи.
Станом на 1995 рік у селі знаходиться 562 двори, де проживає 1288 особа. Сьогодні у селищі працюють середня та музична школи, дитячий садочок, лікарня, дім культури, бібліотека та пошта. На південний-захід від містечка знаходиться древнє городище XI–XIII століть. Крім того, у селі працюють: костел Найсвятішої Троїці (1815), Синагога (XVIII–XIX століття), православна церква Святого Олександра Невського (1881) а також кладовища: єврейське та католицьке. В серпні-вересні 2003 року єврейською громадою було відновлене єврейське кладовище.